# Dichotomia cannoides
Dichotomia cannoides är en nässeldjursart som beskrevs av Brooks 1903. Dichotomia cannoides ingår i släktet Dichotomia och familjen Dipleurosomatidae. Inga underarter finns listade i Catalogue of Life.